# 西宮砲台

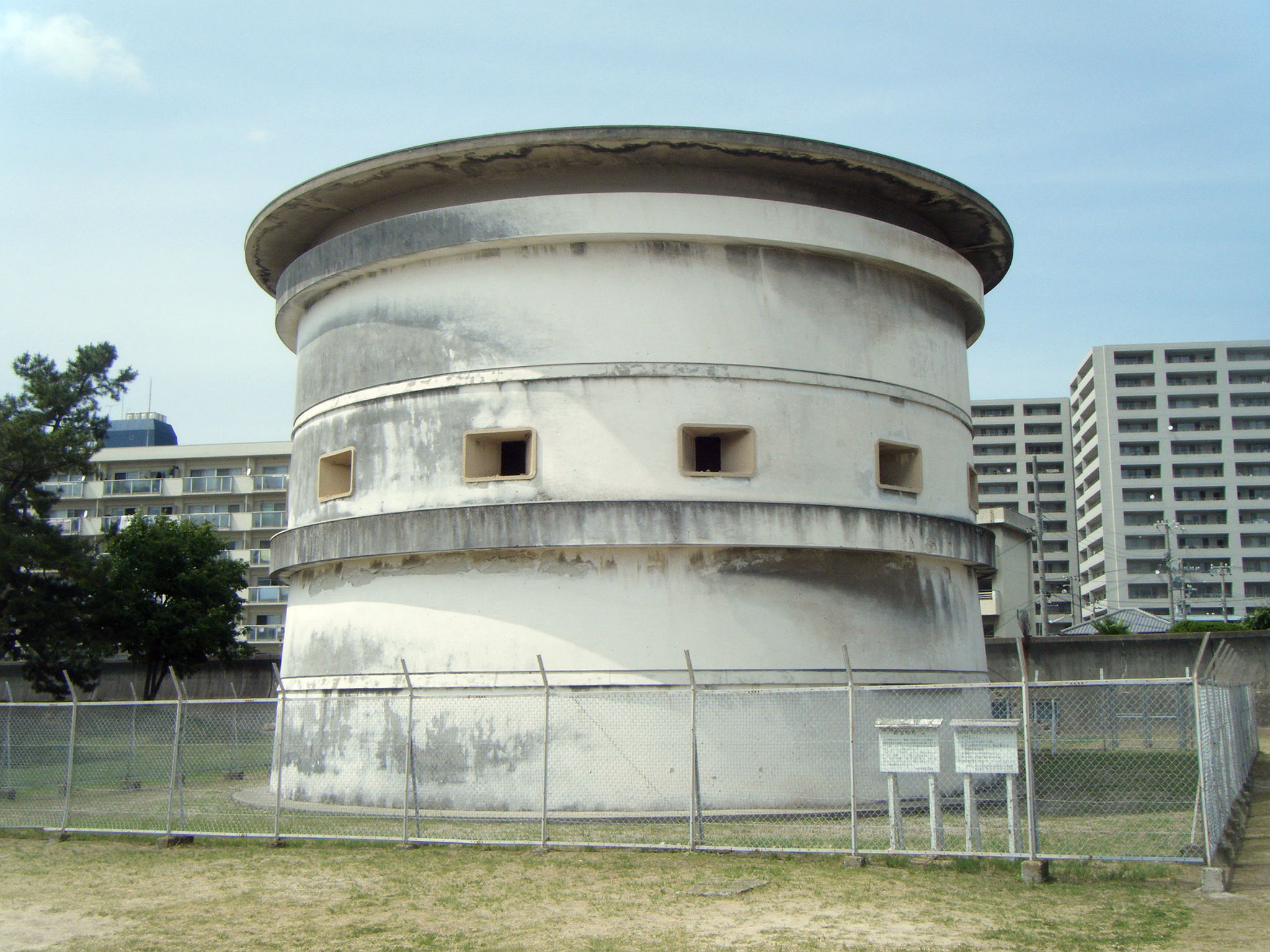
南側外観

西宮砲台（にしのみやほうだい）は、兵庫県西宮市御前浜（香櫨園浜）にある江戸時代末期の砲台跡。国の史跡に指定されている。

## 概要

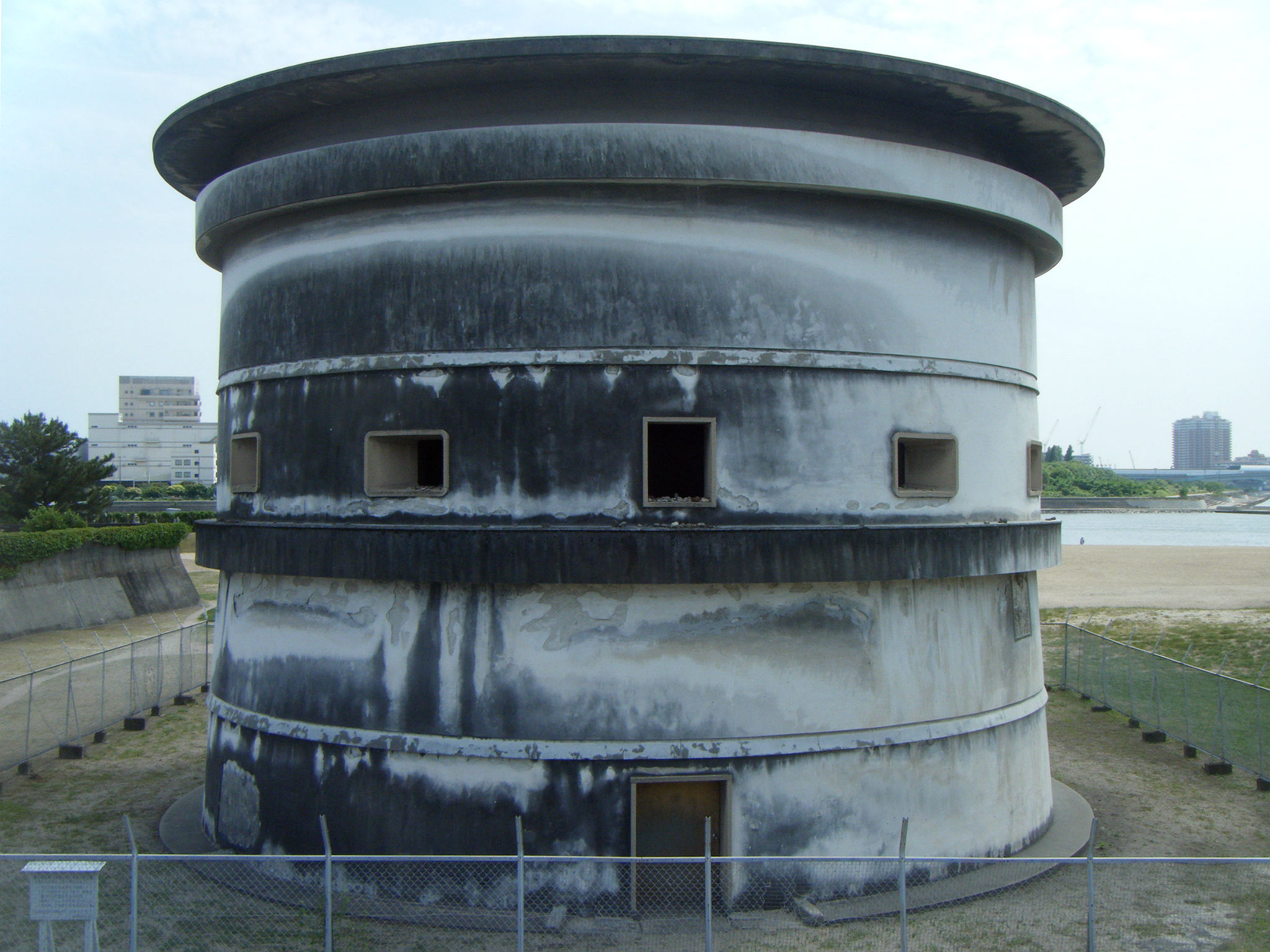
北側外観

高さ約12m・内径約17m・壁厚1.21m（1階底部は1.53m）の石造円堡。外壁は漆喰仕上げ、内部は3層となっている。
1階は床叩土で、中央に防火用（もしくは砲身冷却用）の井戸が掘られ、床板敷の弾薬庫が設けられていた。
2階は木造で側面に砲眼（下画像）が11個、北側に外部より指示を受けるための窓が1個開いており、大砲2門を設置し筒口を四方に向ける装備であった。
なお、砲台は柵に囲まれており、内部は公開されていない。
- 所在地：兵庫県西宮市西波止町字西波止5374の1番ほか北緯34度43分27秒 東経135度19分58.4秒座標: 北緯34度43分27秒 東経135度19分58.4秒[4]
- 所有者：阪神電気鉄道株式会社
- 管理団体：西宮市教育委員会
- 文化財指定：国の史跡（大正11年3月8日指定）[5]

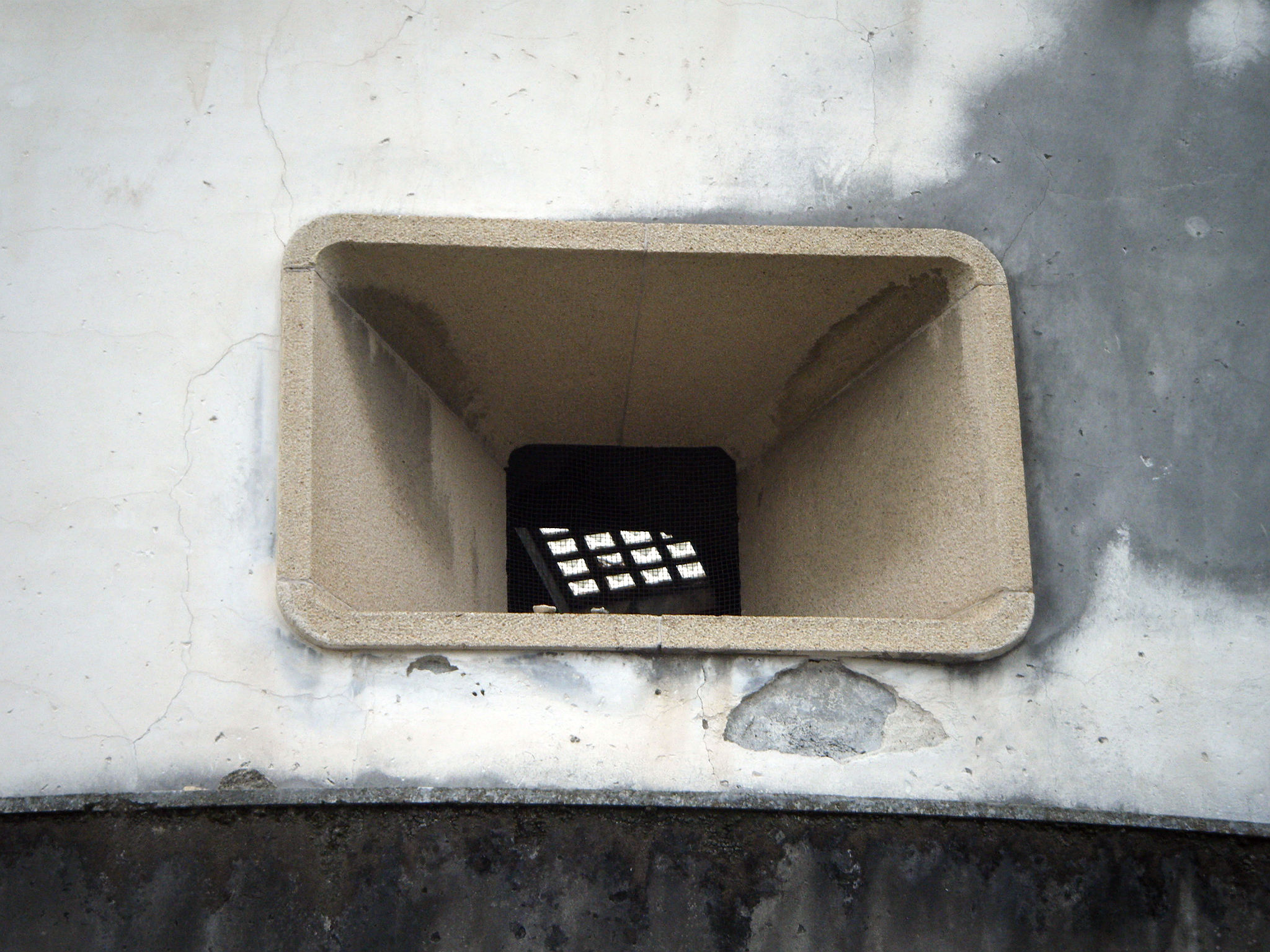
開口部（砲眼）　奥に改修時の設置と思われる天窓が見える。

## 歴史

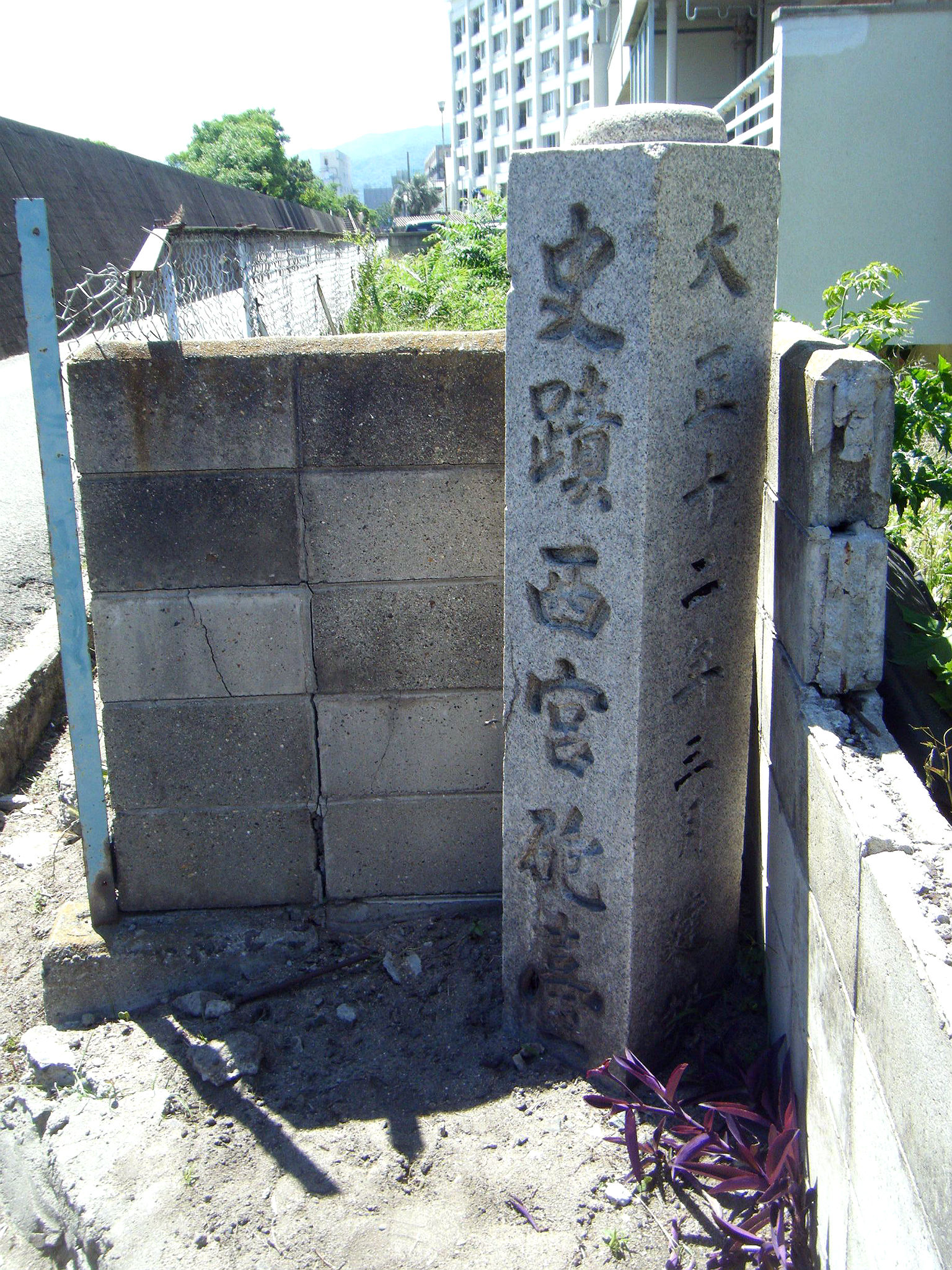
防潮堤北側にある「史蹟西宮砲台」標柱

幕末の頃、国防に不安を感じていた江戸幕府では、将軍徳川家茂の時代になり勝海舟の建議を取り入れ、文久3年（1863年）、大坂湾の海防のために和田岬砲台、舞子砲台、今津砲台などとともに西宮砲台の建設が開始された。
基礎工事（地杭打ち）では1,541本もの松杭が打ち込まれた。建設に必要な御影石（花崗岩）は主に、備中小田郡の島々（現・岡山県笠岡市）より切り出し、海路にて運搬された。熟練工を多く招集し突貫工事で建設が進められ、慶応2年（1866年）に竣工。完成後、空砲を試し撃ちしたが砲煙が内部に充満してしまい、結局実用には向かず、一度も使われないまま明治を迎えることとなる。
その後西宮町は、砲台を所有する陸軍省に対し再三払い下げを申請したが不許可となったが、明治40年代に阪神電鉄へ払い下げられ、香櫨園浜遊園の一部として利用された。

### 年表
- 文久3年（1863年）8月3日 - 工事着工[3]
- 慶応2年（1866年）- 竣工
- 明治17年（1884年）- 火災により木造構造物を焼失[2]。
- 大正11年（1922年）3月8日 - 国の史跡に指定[5]。
- 大正12年（1923年）3月 - 上記指定に伴い標柱石「史蹟西宮砲台」を設置。
- 昭和9年（1934年）- 室戸台風による被災後、屋根の復原工事を施工[6]。
- 昭和53年（1978年）- 内部の鉄骨による補強、天井設置など改修作業を実施。

## 交通アクセス
- 阪神バス「西波止町」バス停下車　南へ約150m　※阪神西宮南口より西宮浜手線に乗車